# M. G. Finn

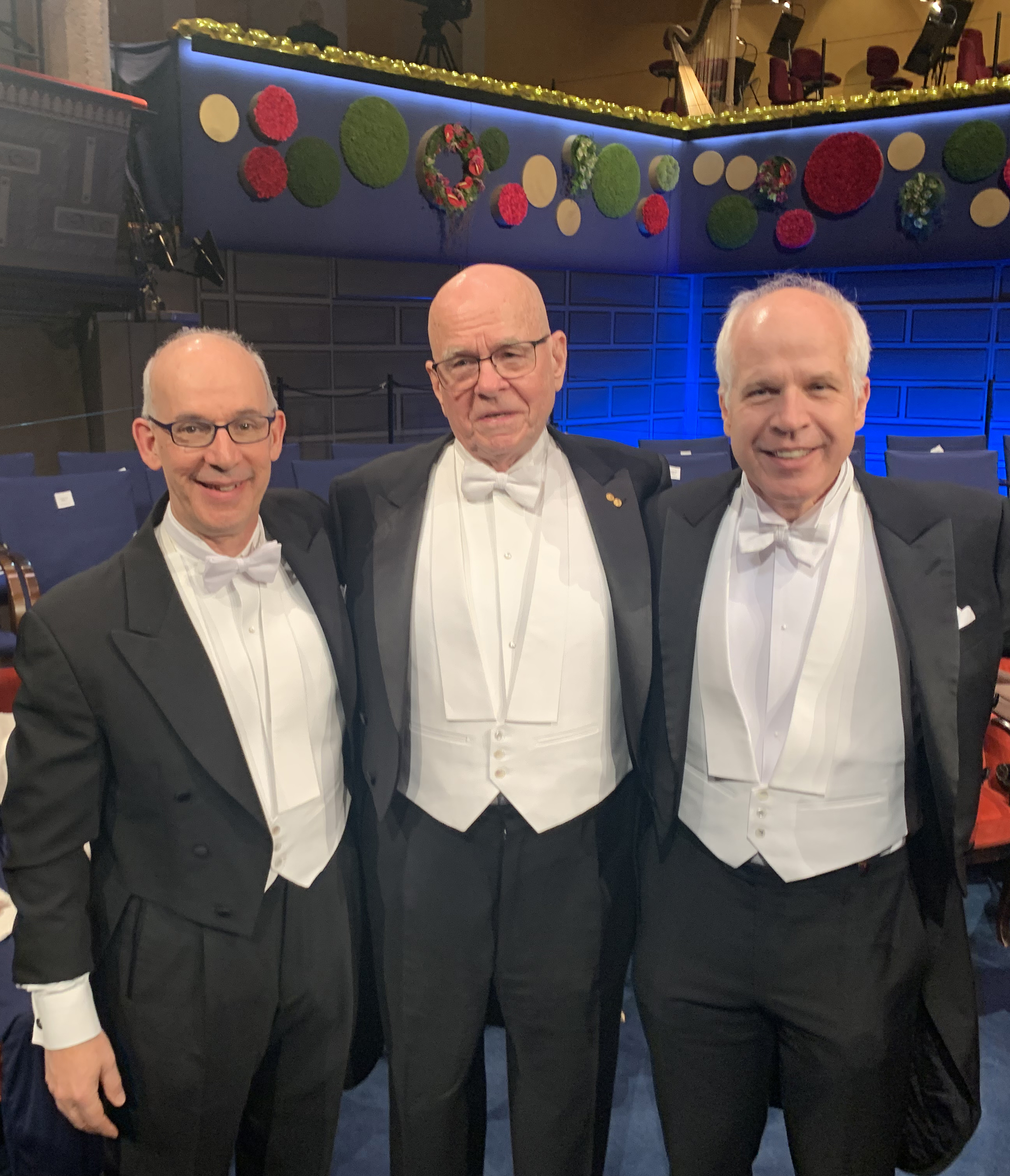
M. G. Finn, Barry Sharpless und Hartmuth C. Kolb (2022)

M. G. Finn (* 23. Oktober 1958 in Atlantic City, New Jersey) ist ein US-amerikanischer Chemiker und Professor am Georgia Institute of Technology.

## Leben
Finn studierte mit einem Stipendium von Eastman Kodak am California Institute of Technology Chemie und erwarb 1980 den Bachelor-Abschluss. Anschließend hatte er einen kurzen Forschungsaufenthalt bei Eastman Kodak, bevor er der Arbeitsgruppe des späteren Nobelpreisträgers Barry Sharpless am Massachusetts Institute of Technology beitrat. 1986 wurde er bei Sharpless mit der Arbeit „On the mechanism of titanium-tartrate catalyzed asymmetric epoxidation“ promoviert. Als Postdoktorand arbeitete er mit einem Stipendium der National Institutes of Health bei James P. Collman an der Stanford University. Er war am Scripps Research Institute und ging 2013 ans Georgia Tech, wo er heute (Stand 2013) Direktor des Chemical Biology Center ist.
Finn befasst sich mit der Entwicklung von Syntheseverfahren für biologisch wichtige Moleküle, darunter funktionell Virus-artige Partikel. Mit Barry Sharpless und Hartmuth C. Kolb prägte er den Begriff Click-Chemie (Click Chemistry). Weitere Arbeiten befassen sich mit den Mechanismen und der Optimierung der Kupfer-katalysierten Azid-Alkyl-Cycloaddition, mit der zielgerichteten Synthese von Enzyminhibitoren und Virostatika, mit Bio-Konjugation und chemischer Materialwissenschaft, mit der Immunologie der Kohlenhydrate sowie mit neuen Methoden der Enzym-Entwicklung.
Sein Labor experimentiert viel mit Viren als Bausteinen für die zielgerichtete Entwicklung biologisch aktiver Substanzen.
2012 erhielt er den Humboldt-Forschungspreis. Er ist Herausgeber von ACS Combinatorial Science. 2013 war er einer der Thomson Reuters Citation Laureates.

## Schriften
- M. G. Finn: On the mechanism of titanium-tartrate catalyzed asymmetric epoxidation. 1985 (Partial fulfillment of the requirements for the Degree of Doctor of Philosophy in Inorganic Chemistry).
- M. G. Finn, K. B. Sharpless: On the Mechanism of Asymmetric Epoxidation with Titanium – Tartrate Catalysts. In: James D. Morrison (Hrsg.): Asymmetric Synthesis. Chiral Catalysis. Band 5. Harcourt Brace Jovanovich, London 1985, ISBN 0-12-507705-X, S. 247–308.
- H. C. Kolb, M. G. Finn, Barry Sharpless: Click Chemistry: Diverse Chemical Function from a Few Good Reactions. In: Angewandte Chemie Internat. Edition, 40, 2001, S. 2004–2021, PMID 11433435